# Pniewy (Mazovie)
Pour les articles homonymes, voir Pniewy.
Pniewy (prononciation : [ˈpɲevɨ]) est un village polonais de la gmina de Pniewy dans le powiat de Grójec de la voïvodie de Mazovie dans le centre-est de la Pologne.
Le village est le siège administratif de la gmina appelée gmina de Pniewy.
Il se situe à environ 11 kilomètres au nord-est de Grójec (siège du powiat) et à 38 kilomètres au sud-ouest de Varsovie (capitale de la Pologne).

## Histoire
De 1975 à 1998, le village appartenait administrativement à la voïvodie de Radom.